# Congress Shall Make No Law...
Congress Shall Make No Law... je album Franka Zappy, posmrtně vydané v roce 2010 v Zappa Family Trust. Mnoho skladeb je pojmenovaných po Desatero přikázání.

## Seznam skladeb
| Pořadí         | Název | Délka |
| -------------- | --- | ----- |
| 1.             | Congress Shall Make No Law | 32:46 |
| 2.             | Perhaps in Maryland | 10:45 |
| 3.             | Thou Shalt Have No Other Gods Before Me | 2:56  |
| 4.             | Thou Shalt Not Make Unto Thee Any Graven Image - Any Likeness Of Anything In Heaven Above, Nor In The Earth Beneath, Nor In The Water Under The Earth                          | 2:31  |
| 5.             | Thou Shalt Not Take The Name Of The Lord Thy God In Vain | 2:26  |
| 6.             | Thou Shalt Keep Holy The Sabbath Day | 2:05  |
| 7.             | Thou Shalt Honor Thy Father And Thy Mother | 2:21  |
| 8.             | Thou Shalt Not Kill | 2:06  |
| 9.             | Thou Shalt Not Commit Adultery | 0:55  |
| 10.            | Thou Shalt Not Steal | 0:39  |
| 11.            | Thou Shalt Not Bear False Witness Against Thy Neighbor | 1:48  |
| 12.            | Thou Shalt Not Covet The House Of Thy Neighbor, The Wife Of Thy Neighbor, Nor His Male Servant, Nor His Female Servant, Nor His Ass, Nor Anything That Belongs To Thy Neighbor | 1:13  |
| 13.            | Reagan At Bitburg Some More | 1:10  |
| Celková délka: | Celková délka: | 63:41 |